# Кошмар (За гранью возможного, 1963)
«Кошмар» (англ. The Outer Limits: Nightmare) — телефильм, 10 серия 1 сезона телесериала «За гранью возможного» 1963—1965 годов. Критики отмечают высокое качество сценария и актерского ансамбля, однако Джозефа Стефано не удовлетворил режиссерский дебют Джона Эрмана и последний покинул Daystar Productions.

## Сюжет
В ответ на нападение на Землю планеты Эбон группу земных солдат посылают, чтобы бороться с врагом на их территории. Захваченные по пути к Эбону, солдаты подвергаются физической и психологической пытке и допросу эбонитов. Заключенные становятся подозрительными друг к другу, когда их захватчики утверждают, что они отныне сотрудничают с частью пленных, что в дальнейшем приведет к захвату высокопоставленных офицеров Земли враждебными инопланетянами. В конце допросов всем участникам стало ясно, что все это — всего лишь военный тест, инсценировка, организованная земными военными, чтобы проверить стойкость и доблесть своих войск. Сама война Земли и Эбона на самом деле — ложь, поскольку первая бомбардировка Земли эбонитами была неумышленной. Неожиданные несчастные и смертельно опасные случаи, происходившие во время теста ужаснули эбонитов — которые на самом деле мирная и благородная инопланетная цивилизация — и, в конечном счете, они просят закончить такой безнравственный и жестокий эксперимент. Но тем не менее они были не в состоянии препятствовать тому, чтобы один человек все же погиб.

## Интересные факты
- В новых цветных сериях телесериала «За гранью возможного» (1995—2002) также есть серия «Кошмар» (20 серия 4 сезона) с тем же сюжетом. Отличие этих фильмов заключается в том, что земляне в конце римейка по ошибке уничтожают свою планету.
- Для известного американского актера Мартина Шина это была одна из первых ролей на экране[2].